# 분데스리가
분데스리가(독일어: Bundesliga, 연방리그)는 독일 프로축구 체제 최상위 리그로, 과거에는 푸스발-분데스리가 또는 1. 분데스리가라고 불렀다.
18개 팀이 경쟁하며, 시즌 종료 후 최하위 두 팀은 2. 분데스리가로 강등되고 16위 팀은 2. 분데스리가 3위팀과 승강 플레이오프를 치른다.
1963년 출범 이후 FC 바이에른 뮌헨은 가장 많은 우승을 성취하며 최다 우승의 타이틀을 지녔다. FC 바이에른 뮌헨 이외에도 분데스리가 우승을 했던 팀으로는 보루시아 묀헨글라트바흐, VfB 슈투트가르트, SV 베르더 브레멘, 보루시아 도르트문트, 함부르크 SV 등이 있다.
분데스리가는 유럽 대륙에서 소위 빅5 리그 중 하나로, 스페인 라리가에 이어 현재 UEFA 소속 리그 중 랭킹 4위를 기록했다.
분데스리가는 전세계 축구 리그 중 가장 많은 평균 관중수를 차지했으며, 2023-24 시즌에는 39,512명의 평균 관중을 기록하였다. 또한 2011~2012 시즌 분데스리가에 참가한 18개 팀 총 수입이 20억 8천백만 유로(약 2조 9천억원)를 달성하였다.
독일은 다른 유럽 축구강국들과 달리 전국 리그 시스템 도입이 상당히 늦었다. 1963년에 분데스리가가 출범하였으며, 그 전까지 지역 리그 챔피언들끼리 다시 한번 대회를 열어 전국 챔피언을 가리는 방식으로 진행했었다.
독일 축구 연맹 (DFB)이 출범하여 운영하다가, 현재 독일 축구 리그 유한회사 (Deutsche Fußball Liga GmbH)에서 운영한다.

## 개관

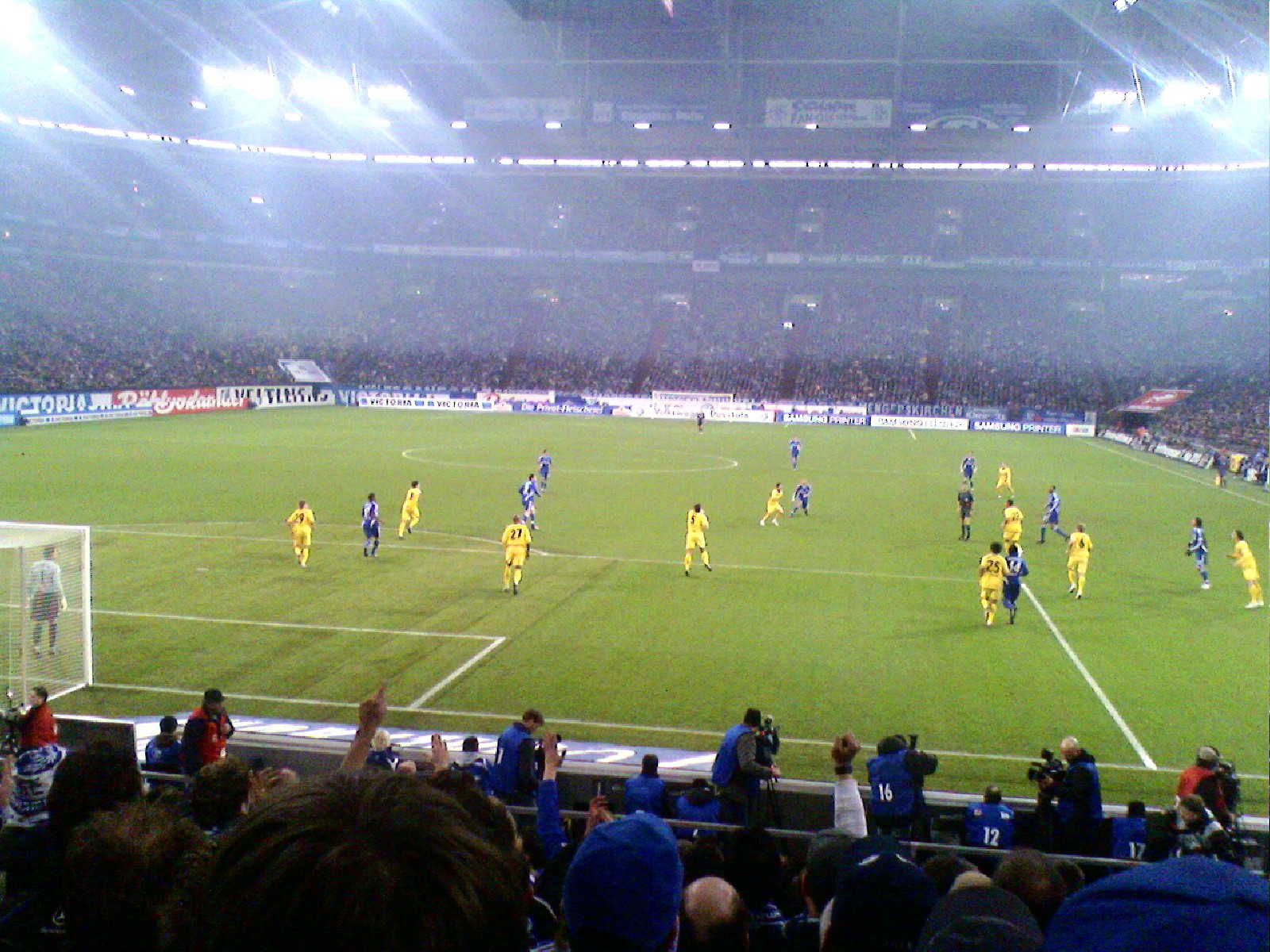
분데스리가 (Bundesliga)에서 보루시아 도르트문트 (Borussia Dortmund)와 샬케(Schalke)의 경기

독일 프로축구 리그 체계는 1부 리그인 분데스리가와 2부 리그인 2. 분데스리가(1974년에 시작), 3부 리그인 3 리가로 구성한다. 3 리가까지 프로 리그이며 이하 리그들은 아마추어이다. 상위 리그 팀들의 유망주들이 소속된 아마추어 팀들이 4부 리그 레기오날리가에 여럿 있어 순수한 아마추어만 있지는 않다.
4부 리그인 레기오날리가 이하의 리그들은 지역별로 나뉘어 있다. 레기오날리가는 북부와 남부, 서부로 나뉘어 있고, 그 아래로 수십 개의 아마추어 리그들이 있다. 각 리그들의 수와 규정은 지역에 따라 다르다. 리그 구조는 계속하여 변동이 있어왔으며 독일 곳곳의 축구에 대한 참여에 따라 변하였다. 1990년대 초반에는 동서독 통일에 따라 동독과 서독의 리그가 합쳐짐에 따라 큰 변화가 있었다.
모든 클럽들이 분데스리가에서 경기를 가지기 위해서는 인가를 받아야 하며, 받지 못할 경우 하부 리그로 강등당한다. 인가를 받기 위해서는 경제적으로 안정적이어야 하며 조직 구조와 같은 항목들이 일정한 기준이상이 되어야 한다. 아마추어 팀들은 상위 팀과 같은 리그에서 뛸 수 없으며 2. 분데스리가로 승격될 수도 없다.
국제적으로 가장 알려진 독일 클럽들은 바이에른 뮌헨, 베르더 브레멘, 보루시아 도르트문트, 바이어 04 레버쿠젠, 함부르크 SV, FC 샬케 04이다. 특히 바이에른 뮌헨은 분데스리가가 창립한 이후 유이하게 한 번도 강등을 당한 적이 없는 팀이다. (바이에른 뮌헨은 강등을 당한 적은 없으나 분데스리가 창설 당시 한 지역의 한팀만이라는 규칙에 의해 TSV 1860 뮌헨에 밀려 창설 멤버가 되지는 못하였다 때문에 2부리그에서 시작하였고 이 다음 시즌에 승격하여 올라왔다.)
시즌이 끝나면 1 분데스리가의 하위 2팀이 2. 분데스리가로 강등당하며, 2. 분데스리가의 상위 2팀이 그 자리를 대신한다. 분데스리가의 16위 팀과 2. 분데스리가의 3위 팀이 승강 플레이오프를 진행한다. 원래는 하위 3팀은 강등당하고 상위 3팀이 승격되었지만 2008년에 시행된 분데스리가 구조 개편과 함께 플레이오프가 신설되면서 2009년에 플레이오프가 처음으로 실행되었다.
시즌은 8월 초에 시작하며 5월 말까지 계속되며, 6주 간의 겨울 휴식기가 있다. 최근에는 토요일에 7경기를 하고 일요일에 나머지 2경기를 한다. 2006년의 새로운 중계권 계약으로 인해 토요일 경기 중 하나가 금요일로 옮겨가게 되었다.

## 역사

### 기원
분데스리가가 생기기 전까지, 독일 축구는 여러 개의 지역 리그에서 아마추어 수준으로 이어져왔다. 지역 우승 팀들은 플레이오프를 거쳐 국가 우승을 차지하곤 하였다. 1900년 1월 28일에 라이프치히에서 독일 축구 협회가 만들어졌다. 첫 번째로 인정받은 국가 우승 팀은 1903년의 VfB 라이프치히이다.
1950년대부터 타국가의 프로 리그에서 독일의 최고 선수들을 영입하자 통일된 프로 리그의 필요성이 제기되었다. 아마추어인 독일 국내 팀들이 프로인 해외 축구팀에게 열등하자 독일 국가대표팀의 성적 또한 나빠지기 시작하였다. 국가대표팀의 수석코치도 국가대표팀의 경쟁력을 높이려면 자국 리그를 향상시켜야 한다며 단일 리그를 주장하였다.
그러는 와중에 1950년에 동독에도 별개의 축구 리그가 설립되었다.

### 창설
서독은 1962년 FIFA 월드컵 준결승전에서 유고슬라비아에 0:1로 패했고 이것이 독일 축구 리그 탄생의 계기가 된다. 서독 축구 협회는 1962년 7월 28일에 분데스리가를 창설하였으며 1963-64 시즌부터 리그를 시작하였다. 새로운 독일 리그는 1888년에 시작된 잉글랜드 리그를 원형으로 삼았다.
그 당시, 독일의 수도 베를린과 북부, 남부, 서부, 남서부에 각각 상위리그인 오버리가(Oberliga: Ober는 영어의 Premier와 같은 의미)가 형성되어 있었다. 동독에서는 소련의 지배하에 따로 리그를 운영하였다. 46개의 클럽들이 새로운 리그로 지원을 하였고, 경제적 여건과 지역적 균등 배분을 고려하여 16개의 팀들이 선택되었다.
- 베를린 오버리가: 헤르타 BSC 베를린
- 북부 오버리가: 아인트라흐트 브라운슈바이크, SV 베르더 브레멘, 함부르크 SV
- 서부 오버리가: 보루시아 도르트문트, 1. FC 쾰른, 마이더리혀 SV (현재의 MSV 뒤스부르크), 프로이센 뮌스터, FC 샬케 04
- 남서부 오버리가: 1. FC 카이저슬라우테른, 1. FC 자르브뤼켄
- 남부 오버리가: 아인트라흐트 프랑크푸르트, 카를스루에 SC, 1. FC 뉘른베르크, TSV 1860 뮌헨, VfB 슈투트가르트

1963년 8월 24일에 첫 분데스리가 경기가 있었으며 1. FC 쾰른이 첫 우승을 차지하였다.

## 리그 구조와 대회
독일 축구 챔피언은 분데스리가에서 결정된다. 각 클럽들은 홈과 원정에서 한 경기씩 치른다. 출범 시 1승당 승점은 2점이었고, 무승부는 1점 패배는 승점이 없었다. 1995-96 시즌을 시점으로, 1승당 승점이 3점으로 올라갔으며, 무승부와 패배는 승점 변동이 없었다.(2013년 기준으로 무는 승점 1점을 부여한다.) 시즌 종료 후, 가장 많은 승점을 얻은 팀이 우승하게 된다. 현재, 1위부터 4위까지의 클럽들은 다음 시즌, UEFA 챔피언스리그에 직행하게 된다. 최하위 2팀은 2. 분데스리가로 강등되며, 2. 분데스리가의 상위 두팀이 그 자리를 채우게 된다. 리그 16위 (뒤에서 세 번째) 팀은 2. 분데스리가 3위 팀과 홈앤 어웨이 방식으로 플레이오프 경기를 치르며, 이 경기의 승자는 다음 시즌에 분데스리가에서, 패자는 2. 분데스리가에서 경기를 치르게 된다.
승점이 동점인 경우, 순위는 다음 순서대로 결정이 된다:
1. 골득실
2. 총 득점
3. 상대 전적 (승점)
4. 상대 전적 (득점)
5. 상대 전적 (원정 다득점)
6. 총 원정골

위 여섯개의 항목이 여전히 모두 동일한 경우, 중립 경기장에서 다시 경기를 치르게 된다. 하지만, 분데스리가 역사상 위의 6가지 항목이 모두 동률이 된 경우는 전무하다.
팀은 경기에 차출할 스쿼드에 5명의 비-EU권 선수를 초과해서는 안된다. 교체 명단에는 총 7명 선택 가능하며, 이중 3명만 경기 도중에 교체할 수 있다.

### 리그 구조의 변경
- 팀 수:
  - 1963/64-1964/65: 16
  - 1965/66-1990/91: 18
  - 1991/92: 20 (동독과 서독 리그가 독일 통일 이후 통합되는 시기)
  - 1992/93-현재: 18
- 강등되는 팀의 수 (강등 플레이오프를 치르는 팀은 제외):
  - 1963/64-1973/74: 2
  - 1974/75-1980/81: 3
  - 1981/82-1990/91: 2 (16위는 2. 분데스리가 3위팀과 홈앤 어웨이 방식으로 강등 플레이오프를 치른다.)
  - 1991/92: 4
  - 1992/93-2007/08: 3
  - 2008/09-현재: 2 (16위는 2. 분데스리가 3위팀과 홈앤 어웨이 방식으로 강등 플레이오프를 치른다.)

### 유럽대항전 진출 (2024/25 시즌을 시작으로)
- 1위-4위 UEFA 챔피언스리그 리그 단계
- DFB-포칼 우승 팀: 리그 순위와 무관하게 UEFA 유로파리그 리그 단계 진출권을 획득한다.
  - 만약 컵 우승 팀이 UEFA 챔피언스리그 진출권을 소유한 경우, 리그 6위가 진출권을 가져간다.
- 5위: UEFA 유로파리그 리그 단계
- 6위: UEFA 컨퍼런스리그 플레이오프
- 16위: 홈앤 어웨이 방식으로 강등 플레이오프를 치른다. 플레이오프 상대는 2. 분데스리가 3위팀이다.
- 17위, 18위: 2. 분데스리가로 바로 강등된다.

유럽대항전에 진출하는 독일 클럽의 개수는 UEFA 리그 점수에 따라 결정된다. 이 리그 점수는 최근 5년간 독일 팀들의 유럽대항전 성적에 따라 반영된다.

## 참가팀
| 구단             | 위치                   | 홈구장                             | 수용 인원 | 주                     |
| ---------------- | ---------------------- | ---------------------------------- | --------- | ---------------------- |
| 아우크스부르크   | 아우크스부르크         | WWK 아레나                         | 30,660    | 바이에른주             |
| 우니온 베를린    | 베를린                 | 슈타디온 안 데어 알텐 푀르스테라이 | 21,727    | 베를린                 |
| 베르더 브레멘    | 브레멘                 | 베저슈타디온                       | 42,500    | 브레멘                 |
| 도르트문트       | 도르트문트             | 지그날 이두나 파크                 | 80,720    | 노르트라인베스트팔렌주 |
| 프랑크푸르트     | 프랑크푸르트           | 도이체 방크 파르크                 | 51,500    | 헤센주                 |
| SC 프라이부르크  | 프라이부르크           | 유로파파크 슈타디온                | 34,700    | 바덴뷔르템베르크주     |
| 호펜하임         | 진스하임               | 라인 네카어 아레나                 | 30,164    | 바덴뷔르템베르크주     |
| FC 쾰른          | 쾰른                   | 라인에네르기슈타디온               | 49,698    | 노르트라인베스트팔렌주 |
| RB 라이프치히    | 라이프치히             | 레드불 아레나                      | 50,000    | 작센주                 |
| 레버쿠젠         | 레버쿠젠               | 바이아레나                         | 30,210    | 노르트라인베스트팔렌주 |
| 마인츠 05        | 마인츠                 | 코파스 아레나                      | 33,500    | 라인란트팔츠주         |
| 묀헨글라트바흐   | 묀헨글라트바흐         | 보루시아 파크                      | 54,057    | 노르트라인베스트팔렌주 |
| 바이에른 뮌헨    | 뮌헨                   | 알리안츠 아레나                    | 69,901    | 바이에른주             |
| VfB 슈투트가르트 | 슈투트가르트           | MHP아레나                          | 80,441    | 바덴뷔르템베르크주     |
| 볼프스부르크     | 볼프스부르크           | 폴크스바겐 아레나                  | 30,000    | 니더작센주             |
| VfL 보훔         | 보훔                   | 루르슈타디온                       | 27,599    | 노르트라인베스트팔렌주 |
| 하이덴하임       | 하이덴하임안데어브렌츠 | 포이트 아레나                      | 15,000    | 바덴뷔르템베르크주     |
| 다름슈타트       | 다름슈타트             | 메르크슈타디온 암 뵐렌팔토어       | 17,810    | 헤센주                 |

## 승격 및 강등
- 2008-09 승격팀 《2분데스리가 > 1분데스리가 로 승격》
  - SC 프라이부르크 (SC Freiburg), 1. FSV 마인츠 05 (FSV Mainz 05), 1. FC 뉘른베르크 (1. FC Nürnberg)
- 2008-09 강등팀 《1분데스리가 > 2분데스리가 로 강등》
  - 카를스루에 SC (Karlsruher SC), 아르미니아 빌레펠트 (Arminia Bielefeld), FC 에네르기 코트부스 (Energie Cottbus)
- 2009-10 승격팀 《2분데스리가 > 1분데스리가 로 승격》
  - FC 카이저슬라우테른 (1. FC Kaiserslautern), FC 장크트 파울리 (FC St. Pauli)
- 2009-10 강등팀 《1분데스리가 > 2분데스리가 로 강등》
  - 헤르타 베를린 (Hertha Berliner SC), VfL 보훔 (VfL Bochum)
- 2010-11 승격팀 《2분데스리가 > 1분데스리가 로 승격》
  - 헤르타 BSC 베를린 (Hertha BSC Berlin), FC 아우크스부르크 (FC Augsburg)
- 2010-11 강등팀 《1분데스리가 > 2분데스리가 로 강등》
  - FC 장크트 파울리 (FC St. Pauli), 아인트라흐트 프랑크푸르트 (Eintracht Frankfurt)
- 2011-12 승격팀 《2분데스리가 > 1분데스리가 로 승격》
  - 그로이터 퓌르트 (SpVgg Greuther Fürth), 아인트라흐트 프랑크푸르트 (Eintracht Frankfurt), 포르투나 뒤셀도르프 (Düsseldorfer TuS Fortuna 1895)
- 2011-12 강등팀 《1분데스리가 > 2분데스리가 로 강등》
  - 헤르타 BSC 베를린 (Hertha BSC Berlin ), FC 쾰른 (1. FC Köln), FC 카이저슬라우테른 (1. FC Kaiserslautern)
- 2012-13 승격팀 《2분데스리가 > 1분데스리가 로 승격》
  - 헤르타 BSC 베를린 (Hertha BSC Berlin), 아인트라흐트 브라운슈바이크 (Eintracht Braunschweig)
- 2012-13 강등팀 《1분데스리가 > 2분데스리가 로 강등》
  - 포르투나 뒤셀도르프 (Düsseldorfer TuS Fortuna 1895), 그로이터 퓌르트 (SpVgg Greuther Fürth)
- 2013-14 승격팀 《2분데스리가 > 1분데스리가 로 승격》
  - FC 쾰른 (1. FC Köln), SC 파더보른 07 (SC Paderborn 07)
- 2013-14 강등팀 《1분데스리가 > 2분데스리가 로 강등》
  - 뉘른베르크 (Nürnberg), 아인트라흐트 브라운슈바이크 (Eintracht Braunschweig)
- 2014-15 승격팀 《2분데스리가 > 1분데스리가 로 승격》
  - FC 잉골슈타트 04 (FC Ingolstadt 04), SV 다름슈타트 98 (SV Darmstadt 98)
- 2014-15 강등팀 《1분데스리가 > 2분데스리가 로 강등》
  - SC 프라이부르크 (Sport-Club Freiburg e.V.), SC 파더보른 07 (SC Paderborn 07)
- 2015-16 승격팀 《2분데스리가 > 1분데스리가 로 승격》
  - SC 프라이부르크 (Sport-Club Freiburg e.V.), RB 라이프치히 ((RasenBallsport Leipzig e. V)
- 2015-16 강등팀 《1분데스리가 > 2분데스리가 로 강등》
  - 슈투트가르트 ((VfB Stuttgart), 하노버 96 (Hannover 96)
- 2016-17 승격팀 《2분데스리가 > 1분데스리가 로 승격》
  - 슈투트가르트 ((VfB Stuttgart), 하노버 96 (Hannover 96)
- 2016-17 강등팀 《1분데스리가 > 2분데스리가 로 강등》
  - FC 잉골슈타트 04 (FC Ingolstadt 04), SV 다름슈타트 98 (SV Darmstadt 98)
- 2017-18 승격팀 《2분데스리가 > 1분데스리가 로 승격》
  - 포르투나 뒤셀도르프 ((Düsseldorfer TuS Fortuna 1895), 1. FC 뉘른베르크 (1. FC Nürnberg)
- 2017-18 강등팀 《1분데스리가 > 2분데스리가 로 강등》
  - 함부르크 SV (Hamburger SV), FC 쾰른 (1. FC Köln)

## 역대 우승

### 분데스리가 이전
| - 1902/03 - VfB 라이프치히 - 1903/04 - 결승 없음 - 1904/05 - 우니온 92 베를린 - 1905/06 - VfB 라이프치히 - 1906/07 - 프라이부르크 FC - 1907/08 - 빅토리아 89 베를린 - 1908/09 - 피닉스 카를스루에 - 1909/10 - 카를스루에 FV - 1910/11 - 빅토리아 89 베를린 - 1911/12 - 홀슈타인 킬 - 1912/13 - VfB 라이프치히 - 1913/14 - SpVgg 퓌르트 - 1915-19 - 제1차 세계 대전으로 중단 - 1919/20 - 1. FC 뉘른베르크 - 1920/21 - 1. FC 뉘른베르크 - 1921/22 - 우승 팀 없음 - 1922/23 - 함부르크 SV - 1923/24 - 1. FC 뉘른베르크 - 1924/25 - 1. FC 뉘른베르크 | - 1925/26 - SpVgg 퓌르트 - 1926/27 - 1. FC 뉘른베르크 - 1927/28 - 함부르크 SV - 1928/29 - SpVgg 퓌르트 - 1929/30 - 헤르타 BSC 베를린 - 1930/31 - 헤르타 BSC 베를린 - 1931/32 - FC 바이에른 뮌헨 - 1932/33 - 포르투나 뒤셀도르프 - 1933/34 - FC 샬케 04 - 1934/35 - FC 샬케 04 - 1935/36 - 1. FC 뉘른베르크 - 1936/37 - FC 샬케 04 - 1937/38 - 하노버 96 - 1938/39 - FC 샬케 04 - 1939/40 - FC 샬케 04 - 1940/41 - 라피드 빈 - 1941/42 - FC 샬케 04 - 1942/43 - 드레스덴 SC | - 1943/44 - 드레스덴 SC - 1945-47 - 제2차 세계 대전으로 중단 - 1947/48 - 1. FC 뉘른베르크 - 1948/49 - VfR 만하임 - 1949/50 - VfB 슈투트가르트 - 1950/51 - 1. FC 카이저슬라우테른 - 1951/52 - VfB 슈투트가르트 - 1952/53 - 1. FC 카이저슬라우테른 - 1953/54 - 하노버 96 - 1954/55 - 로트바이스 에센 - 1955/56 - 보루시아 도르트문트 - 1956/57 - 보루시아 도르트문트 - 1957/58 - FC 샬케 04 - 1958/59 - 아인트라흐트 프랑크푸르트 - 1959/60 - 함부르크 SV - 1960/61 - 1. FC 뉘른베르크 - 1961/62 - 1. FC 쾰른 - 1962/63 - 보루시아 도르트문트 |

### 분데스리가 출범 후
| 시즌    | 우승팀                  |         | 시즌                   | 우승팀  |                        | 시즌    | 우승팀              |  | 시즌 | 우승팀 |
| ------- | ----------------------- | ------- | ---------------------- | ------- | ---------------------- | ------- | ------------------- |  | ---- | ------ |
| 1963-64 | 1. FC 쾰른              | 1978-79 | 함부르크 SV            | 1993-94 | FC 바이에른 뮌헨       | 2006-07 | VfB 슈투트가르트    |  |      |        |
| 1964-65 | SV 베르더 브레멘        | 1979-80 | FC 바이에른 뮌헨       | 1994-95 | 보루시아 도르트문트    | 2007-08 | FC 바이에른 뮌헨    |  |      |        |
| 1965-66 | TSV 1860 뮌헨           | 1980-81 | FC 바이에른 뮌헨       | 1993-94 | FC 바이에른 뮌헨       | 2008-09 | VfL 볼프스부르크    |  |      |        |
| 1966-67 | 브라운슈바이크          | 1981-82 | 함부르크 SV            | 1994-95 | 보루시아 도르트문트    | 2009-10 | FC 바이에른 뮌헨    |  |      |        |
| 1967-68 | 1. FC 뉘른베르크        | 1982-83 | 함부르크 SV            | 1995-96 | 보루시아 도르트문트    | 2010-11 | 보루시아 도르트문트 |  |      |        |
| 1968-69 | FC 바이에른 뮌헨        | 1983-84 | VfB 슈투트가르트       | 1996-97 | FC 바이에른 뮌헨       | 2011-12 | 보루시아 도르트문트 |  |      |        |
| 1969-70 | 보루시아 묀헨글라트바흐 | 1984-85 | FC 바이에른 뮌헨       | 1997-98 | 1. FC 카이저슬라우테른 | 2012-13 | FC 바이에른 뮌헨    |  |      |        |
| 1970-71 | 보루시아 묀헨글라트바흐 | 1985-86 | FC 바이에른 뮌헨       | 1998-99 | FC 바이에른 뮌헨       | 2013-14 | FC 바이에른 뮌헨    |  |      |        |
| 1971-72 | FC 바이에른 뮌헨        | 1986-87 | FC 바이에른 뮌헨       | 1999-00 | FC 바이에른 뮌헨       | 2014-15 | FC 바이에른 뮌헨    |  |      |        |
| 1972-73 | FC 바이에른 뮌헨        | 1987-88 | SV 베르더 브레멘       | 2000-01 | FC 바이에른 뮌헨       | 2015-16 | FC 바이에른 뮌헨    |  |      |        |
| 1973-74 | FC 바이에른 뮌헨        | 1988-89 | FC 바이에른 뮌헨       | 2001-02 | 보루시아 도르트문트    | 2016-17 | FC 바이에른 뮌헨    |  |      |        |
| 1974-75 | 보루시아 묀헨글라트바흐 | 1989-90 | FC 바이에른 뮌헨       | 2002-03 | FC 바이에른 뮌헨       | 2017-18 | FC 바이에른 뮌헨    |  |      |        |
| 1975-76 | 보루시아 묀헨글라트바흐 | 1990-91 | 1. FC 카이저슬라우테른 | 2003-04 | SV 베르더 브레멘       | 2018-19 | FC 바이에른 뮌헨    |  |      |        |
| 1976-77 | 보루시아 묀헨글라트바흐 | 1991-92 | VfB 슈투트가르트       | 2004-05 | FC 바이에른 뮌헨       | 2019-20 | FC 바이에른 뮌헨    |  |      |        |
| 1977-78 | 1. FC 쾰른              | 1992-93 | SV 베르더 브레멘       | 2005-06 | FC 바이에른 뮌헨       | 2020-21 | FC 바이에른 뮌헨    |  |      |        |
| 시즌    | 우승팀                  |         | 시즌                   | 우승팀  |                        | 시즌    | 우승팀              |  | 시즌 | 우승팀 |
| 2021-22 | FC 바이에른 뮌헨        | 2022-23 | FC 바이에른 뮌헨       | 2023-24 | 바이어 레버쿠젠        | 2024-25 | FC 바이에른 뮌헨    |  |      |        |

## 개인 기록

### 최다 출전
| 순위 | 선수              | 활동년도  | 클럽                                                             | 경기 |
| ---- | ----------------- | --------- | ---------------------------------------------------------------- | ---- |
| 1    | 칼 하인츠 코벨    | 1972-1991 | 아인트라흐트 프랑크푸르트                                        | 602  |
| 2    | 만프레트 칼츠     | 1971-1991 | 함부르크 SV                                                      | 581  |
| 3    | 올리버 칸         | 1987-2008 | 카를스루에 SC, FC 바이에른 뮌헨                                  | 557  |
| 4    | 게르트 뮐러       | 1965-1979 | FC 바이에른 뮌헨                                                 | 555  |
| 5    | 클라우스 피히텔   | 1965-1988 | FC 샬케 04, SV 베르더 브레멘                                     | 552  |
| 6    | 미로슬라프 포타바 | 1976-1996 | 보루시아 도르트문트, SV 베르더 브레멘                            | 546  |
| 7    | 클라우스 피셔     | 1968-1988 | TSV 1860 뮌헨, FC 샬케 04, 1. FC 쾰른, VfL 보훔                  | 535  |
| 8    | 에이케 이멜       | 1978-1995 | 보루시아 도르트문트, VfB 슈투트가르트                            | 534  |
| 9    | 빌리 노베르거     | 1966-1983 | 보루시아 도르트문트, SV 베르더 브레멘, 아인트라흐트 프랑크푸르트 | 520  |
| 10   | 미하엘 라메크     | 1972-1988 | VfL 보훔                                                         | 518  |

### 최다 득점
| 순위 | 선수                  | 활동년도  | 클럽                                                                     | 득점 |
| ---- | --------------------- | --------- | ------------------------------------------------------------------------ | ---- |
| 1    | 게르트 뮐러           | 1965-1979 | FC 바이에른 뮌헨                                                         | 365  |
| 2    | 로베르트 레반도프스키 | 2005-현재 | 보루시아 도르트문트, 바이에른뮌헨                                        | 296  |
| 3    | 클라우스 피셔         | 1968-1988 | TSV 1860 뮌헨, FC 샬케 04, 1. FC 쾰른, VfL 보훔                          | 268  |
| 4    | 만프레드 부르그스뮐러 | 1969-1990 | 로트바이스 에센, 보루시아 도르트문트, 1. FC 뉘른베르크, SV 베르더 브레멘 | 213  |
| 5    | 울프 키르스텐         | 1990-2003 | 바이어 04 레버쿠젠                                                       | 182  |
| 6    | 슈테판 쿤츠           | 1983-1999 | VfL 보훔, KFC 위르딩겐 05, 1. FC 카이저슬라우테른, 아르미니아 빌레펠트   | 179  |
| 7    | 디터 뮐러             | 1973-1986 | 1. FC 쾰른, VfB 슈투트가르트, 1. FC 자르브뤼켄                           | 177  |
| 8    | 클라우스 알로프스     | 1975-1993 | 포르투나 뒤셀도르프, 1. FC 쾰른, SV 베르더 브레멘                        | 177  |
| 9    | 클라우디오 피사로     | 1999-     | SV 베르더 브레멘, FC 바이에른 뮌헨                                       | 176  |
| 10   | 한스 뢰어             | 1964-1977 | 1. FC 쾰른                                                               | 166  |

## 같이 보기
- 독일 축구 리그